# Aluaca
Aluaca là một chi bướm đêm thuộc họ Erebidae.